# HTML5
HTML5는 HTML의 완전한 5번째 버전으로 월드 와이드 웹 (World Wide Web)의 핵심 마크업 언어이다. 2004년 7월 Web Hypertext Application Technology Working Group(WHATWG)에서 웹 애플리케이션 1.0이라는 이름으로 세부 명세 작업을 시작하였다.
HTML5는 HTML 4.01, XHTML 1.0, DOM 레벨 2 HTML에 대한 차기 표준 제안이다. 비디오, 오디오 등 다양한 부가기능과 최신 멀티미디어 콘텐츠를 액티브X 없이 브라우저에서 쉽게 볼 수 있게 하는 것을 목적으로 한다.
W3C는 2014년 10월 28일 HTML5 표준안을 확정했다고 발표했다.
이후 2016년 11월 1일 HTML5의 마이너 업데이트 버전인 HTML5.1 표준안을 확정, 2017년 12월 14일 HTML5.2 표준안을 확정했다. HTML5.3 표준안은 현재 작업 초안 단계로 진행 중이다.

## HTML4와의 차이점
- 요소 추가
  - 구조적인 요소 - 구역을 나누는 블록 요소인 div 요소를 대신한다.
    - header
    - nav
    - article
    - section
    - aside
    - footer

  - 멀티미디어 요소 - 플러그인 없이 멀티미디어를 재생할 수 있게 한다.
    - audio - 오디오를 재생한다.
    - video - 비디오를 재생한다.
    - canvas

  - command
  - datalist
  - details
  - embed
  - figure
  - figcaption
- 요소 의미 변경
  - em
  - hr
- 문서 선언 - <!DOCTYPE html>으로 간소화되었다.(대소문자 구별은 하지 않으나,  작성된 것과 같은 방식 권장.)
- 요소 제거
  - 비슷한 기능의 다른 태그로 대체 가능한 태그들 - acronym, applet, dir, isindex
  - 디자인적인 기능 이상의 의미가 없어 삭제 (CSS로 대체 가능한 태그들) - basefont, big, center, font, strike, tt
  - 웹 접근성 향상을 위해 사용을 지양하는 태그들 - frame, frameset, noframes

## 일정 및 역사
- 2007년 5월 HTML5와 Web Forums 2.0 스펙 채택 - 리뷰 기반으로
- 2007년 11월 HTML5 디자인 원칙 작업 초안
- 2010년 1월 HTML5 Last Call 작업 초안
- 2010년 8월 HTML5 Working Draft 공개

수정된 HTML 5.0 개발 일정
1. CR(Candidate Recommendation): 2012년 4분기
2. LCf: 2014년 3분기
3. PR(Proposed Recommendation): 2014년 4분기
4. Rec(Recommendation): 2014년 4분기

HTML5.1 개발 일정
1. FPWD(First Publication Working DrafT): 2012년 4분기
2. LC(Working Draft Last Call): 2014년 3분기
3. CR(Candidate Recommendation): 2015년 1분기
4. Rec(Recommendation): 2016년 4분기

## 디자인투코드(Design-to-HTML, CSS)
디자인투코드(Design-to-code)란 피그마(프로그램)와 같은 디자인 파일을 코드로 변환하는 것을 의미한다.
피그마의 디자인 협업 환경의 혁신에 이어 UI/UX 개발 프로세스의 혁신이 일어날 것으로 예상된다. 대표적인 서비스형 소프트웨어로는 펑션투웰브가 있다.

## 브라우저 지원 현황
| 브라우저          | Ver     | HTML5 검사 점수 2012년 1월 6일 | Ver   | HTML5 검사 점수 2012년 5월 23일 | Ver   | HTML5 검사 점수(500) 2012년 12월 11일 | Ver     | HTML5 검사 점수(500) 2013년 4월 7일 | Ver    | HTML5 검사 점수(500) 2013년 8월 16일 |
| 크롬              | 16.0    | 373/475                        | 18    | 400                             | 23    | 448                                   | 28(dev) | 468                                 | 28     | 463                                  |
| 파이어폭스        | 10.0    | 332/475                        | 12    | 345                             | 16    | 372                                   | 20      | 394                                 | 22     | 410                                  |
| 오페라            | 11.60   | 329/475                        | 11.60 | 338                             | -     | -                                     | -       | -                                   | 15     | 423                                  |
| 오페라            | 12 알파 | 344/475                        | 12.00 | 385                             | 12.10 | 419                                   | -       | -                                   | -      | -                                    |
| 애플 사파리       | 5.1     | 302/475                        | 5.1   | 317                             | 6.0   | 378                                   | -       | -                                   | 6.0    | 378                                  |
| 인터넷 익스플로러 | 9       | 141/475                        | 9     | 138                             | -     | -                                     | -       | -                                   | -      | -                                    |
| 인터넷 익스플로러 | 10      | 306/475                        | 10    | 316                             | 10    | 320                                   | -       | -                                   | 10     | 320                                  |
| 맥스톤            | -       | -                              | 3.3.7 | 437                             | 3.4.5 | 457                                   | -       | -                                   | 4.0    | 476                                  |
| iOS               | -       | -                              | -     | -                               | -     | -                                     | -       | -                                   | 7.0    | 404                                  |
| 크롬 (모바일)     | -       | -                              | -     | -                               | -     | -                                     | -       | -                                   | 25     | 417                                  |
| 블랙베리 (모바일) | -       | -                              | -     | -                               | -     | -                                     | -       | -                                   | 10.1   | 485                                  |
| 킨들 실크         | -       | -                              | -     | -                               | -     | -                                     | -       | -                                   | 2.2    | 358                                  |
| 삼성 스마트 티비  | -       | -                              | -     | -                               | -     | -                                     | -       | -                                   | 2012   | 302                                  |
| 샤프 아쿠오스     | -       | -                              | -     | -                               | -     | -                                     | -       | -                                   | 6.0.10 | 365                                  |
| ----------------- | ------- | ------------------------------ | ----- | ------------------------------- | ----- | ------------------------------------- | ------- | ----------------------------------- | ------ | ------------------------------------ |

## HTML5 기반 암호화 표준화 진행
모질라 한국커뮤니티는 웹 표준 기반 HTML5 암호화 및 대한민국의 공인 인증서 등에 사용 가능한 W3C 웹 크립토그래피 API를 제안하였다.
2014년 버전 이후로 W3C는 공식적으로 웹크립토그래피를 지원한다.

## 같이 보기
- (영어) HTML5에서의 ogg 포맷
- (영어) HTML5 레이아웃 엔진의 비교
- HTML5 비디오
- HTML
- XHTML
- CSS3
- SVG